# Koompassia
Koompassia Maingay ex Benth. – rodzaj roślin z rodziny bobowatych. Obejmuje trzy gatunki, występujące na obszarze od Tajlandii do Nowej Gwinei. Gatunek Koompassia excelsa, osiągający blisko 90 m wysokości, jest najwyższym drzewem lasów tropikalnych.
Nazwa naukowa rodzaju pochodzi od nazwy zwyczajowej kumpas.

## Morfologia
PokrójPotężne drzewa. Koompassia excelsa osiąga wysokość 85–88 metrów i średnicę pnia 290 cm, K. malaccensis rośnie do 50 m i osiąga średnicę pnia 210 cm.
PieńDo wysokości 3–4 metrów pnia drzewa podparte są stromymi korzeniami szkarpowymi. Rozgałęzienie pnia następuje na wysokości 24–77 metrów (Koompassia malaccensis) lub powyżej 30 metrów (K. excelsa). U K. excelsa kora gładka, błyszcząca, fioletowo-szara, często z zielonym odcieniem, u K. malaccensis kora szara do niemal czarnej, krucha, z wąskimi podłużnymi szczelinami.
LiścieUlistnienie dwurzędowe lub skrętoległe. Blaszki liściowe nieparzystopierzaste, o 5–14(–17) listkach, mniej więcej naprzemianległych. U K. excelsa ogonki liściowe krótkie, listki niewielkie, eliptyczne, o wymiarach 3–4,2×1–1,7 cm, ciemnozielone, nagie doosiowo, omszone odosiowo. U K. malaccensis ogonki o długości 12–20 cm, listki jajowate do eliptycznych, o wymiarach 5,5–12,5×2–4 cm, omszone odosiowo. Przylistki wolne, bardzo małe, szybko odpadające.
KwiatyObupłciowe, zebrane w wiechę wyrastającą z kątów liści lub wierzchołkowo. Liście przykwiatowe drobne, niepozorne, zwykle szybko odpadające. Szypułki bardzo krótkie lub nieobecne. Korona kwiatu pięciopłatkowa. Płatki mniej więcej jednakowe pod względem kształtu i wielkości. Pręcików pięć, wolnych, mniej więcej równej długości, o nitkach bardzo krótkich i nagich. Pylniki osadzone u nasady, otwierające się przez otworki przy wierzchołku i u nasady, połączone cienką, niemal rozwarstwiającą się obwódką, dlatego wydają się pękać wzdłużnie. Zalążnia siedząca lub niemal siedząca, jednozalążkowa. Szyjka słupka raczej krótka, znamię małe.
OwocePłaski, podługowaty, oskrzydlony strąk zawierający silnie spłaszczone bocznie nasiono.

## Biologia i ekologia

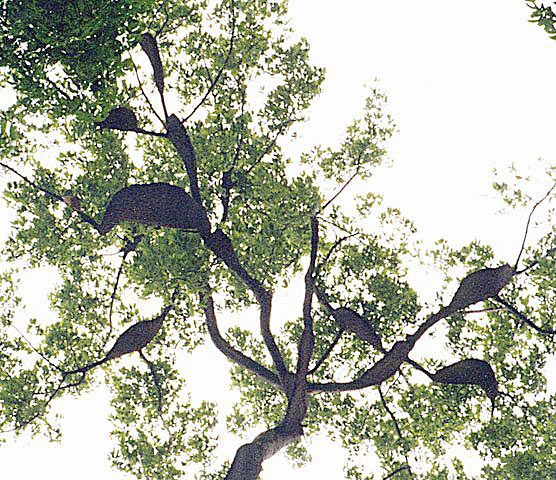
Gniazda pszczoły olbrzymiej w koronie Koompassia excelsa

RozwójKoompassia excelsa i K. malaccensis zrzucają liście między lutym a czerwcem i pozostają bezlistne przez okres od kilku dni (K. malaccensis) do kilku tygodni (K. excelsa). Kwitną w maju-czerwcu, tuż po wypuszczeniu nowych liści, aczkolwiek kwitnienie następuje w nieregularnych interwałach co 5–6 lat. Owocują w sierpniu-wrześniu. Nasiona roznoszone są przez wiatr.
SiedliskoZasiedlają tropikalne wilgotne lasy nizinne, nadbrzeżne pogórze, doliny rzeczne i zbocza górskie, rzadziej słodkowodne mokradła. Występują na wysokości do 650 m n.p.m.
Interakcje z innymi gatunkamiKorony drzew z rodzaju Koompassia stanowią bezpieczne siedlisko dla pszczół, w szczególności dla pszczoły olbrzymiej, której plastry osiągają wielkość 2 metrów. Z uwagi na wysokość drzew oraz śliskość kory są one niedostępne dla drapieżników, takich jak biruang malajski. Na pojedynczym drzewie może znajdować się nawet 100 pszczelich kolonii. Produkowany przez te pszczoły miód wielokwiatowy nosi nazwę „tualang”, pochodzącą od zwyczajowej nazwy gatunku K. excelsa w języku malajskim. Badania miodu tualang wykazują, że ma on właściwości przeciwbakteryjne, przeciwzapalne, przeciwutleniające, przeciwmutagenne, przeciwnowotworowe i przeciwcukrzycowe oraz przyspieszające gojenie ran. Jego właściwości są zbliżone do miodu manuka, jednak zawiera on więcej fenoli, flawonoidów i hydroksymetylofurfuralu. W porównaniu z miodem manuka jest on też bardziej skuteczny przeciwko niektórym szczepom bakterii Gram-ujemnych w ranach oparzeniowych.

## Systematyka
Pozycja systematycznaNależy do podrodziny Dialioideae w rodzinie bobowatych (Fabaceae).
Wykaz gatunków
- Koompassia excelsa (Becc.) Taub.
- Koompassia grandiflora Kosterm.
- Koompassia malaccensis Maingay

## Zagrożenie i ochrona
Koompassia grandiflora jest ujęta w Czerwonej księdze gatunków zagrożonych IUCN ze statusem gatunek narażony (VU). Jest zagrożona przez pozyskiwanie jego drewna.

## Znaczenie użytkowe

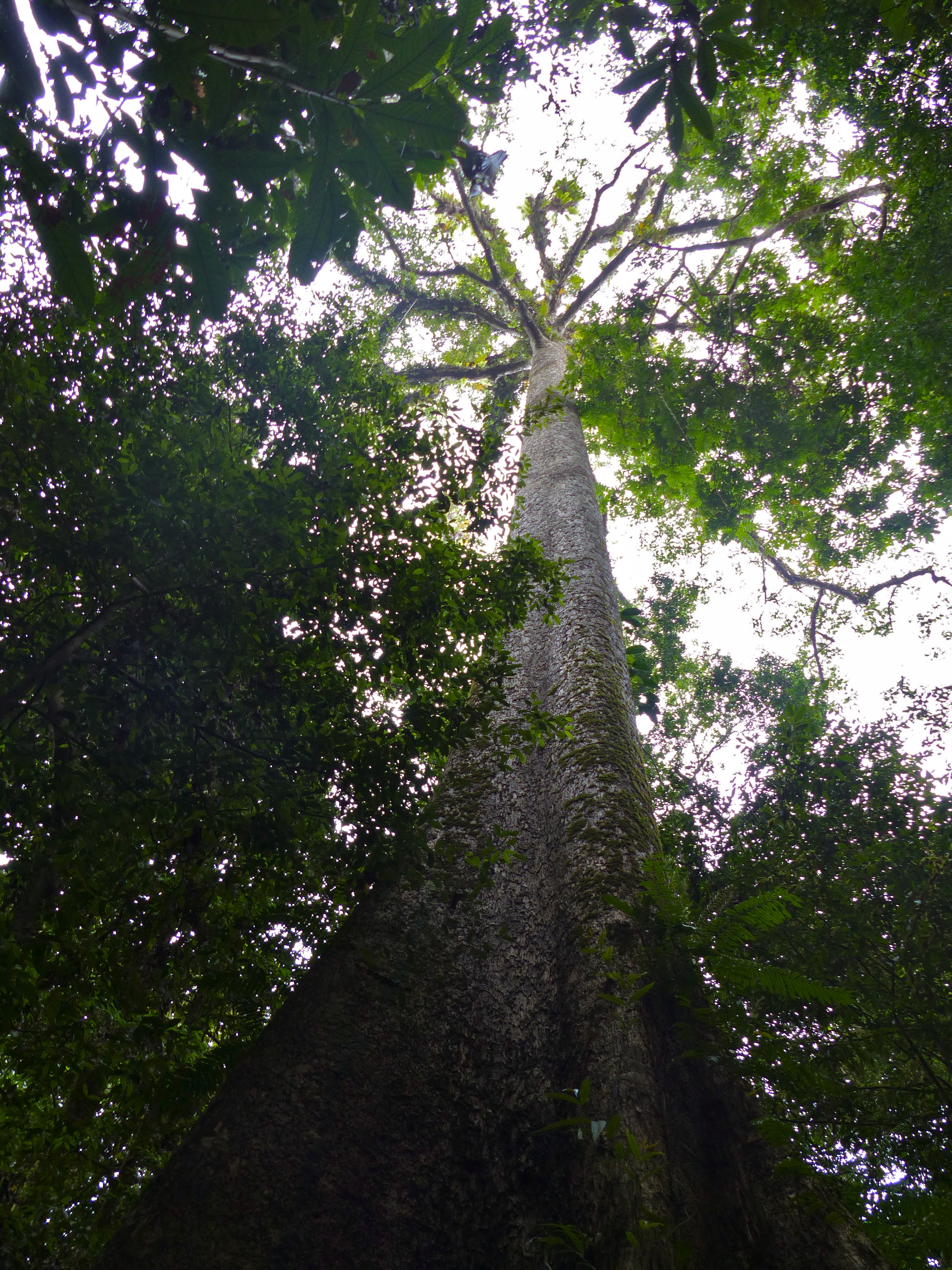
Koompassia excelsa

Surowiec drzewnyDrzewa Koompassia są źródłem drewna do zastosowań budowlanych, takich jak podkłady kolejowe, słupy telegraficzne i transmisyjne, belki, legary, krokwie, pale, kolumny nośne, wsporniki, a także ramy i parapety drzwi i okien i konstrukcje morskie. Nie poddany obróbce może być stosowany do produkcji parkietu, klepki, paneli i mebli. Z drewna produkuje się też wysokiej jakości węgiel drzewny.
Drewno jest twarde i ma tendencję do rozwarstwiania się w czasie upadku drzewa, dlatego jego pozyskiwanie jest utrudnione. Ponadto drzewa, z uwagi na zasiedlane ich przez pszczoły, podlegają ochronie lokalnej ludności.
W przypadku K. excelsa drewno bielaste ma barwę żółtobrązową, a drewno twardzielowe czerwonawobrązową do czekoladowobrązowej. Przy wilgotności 15% gęstość drewna tego gatunku wynosi ok. 800–865 kg/m³. U K. malaccensis biel jest barwy jasnożółtej, a twardzina pomarańczowoczerwonej do czerwonobrązowej. Gęstość drewna wynosi od 670 do 1290 kg/m³ przy wilgotności 15%.
Rośliny leczniczeNa Borneo wywar z korzeni Koompassia excelsa, Agelaea macrophylla i Eusideroxylon zwageri podawany jest dzieciom w przypadku wątłości.
Na Półwyspie Malajskim i w Indonezji wywar z kory K. malaccensis, Pometia pinnata i Ochanostachys amentacea dodawany jest do kąpieli w przypadku gorączki. W roślinie z tego gatunku stwierdzono obecność taksyfoliny i ramnozydów flawonolowych, wykazujących działanie przeciwbakteryjne przeciwko Streptococcus sobrinus oraz hamujące aktywność glukozylotransferaz.
Rośliny spożywczeNasiona Koompassia excelsa są jadane na surowo.